# الدجاجة مايك
الدجاجة مايك أو الديك مايك هو ديك مقطوع الرأس، وهو أشهر كائن حي غريب حتى الآن، فقد تمكن من العيش لمدة 18 شهرًا ودخل موسوعة غينيس للأرقام القياسية، وقد تمكن من العيش لهذه المدة؛ لأن جزءاً من دماغه وأذن واحدة كانت على جسده.

## الدجاجة مقطوعة الرأس
في يوم 10 سبتمبر 1945 كان هُناك مزارع يُدعى ليود أولسن من فرويتا في كولورادو في الولايات المتحدة طلبت منهُ حماته إحضار دجاجة فأرسلته زوجته إلى فناء المنزل ليحضرها، لكن أولسن اختار ديكاً بعمر خمسة أشهر ونصف يُدعى مايك، وعند ذبحه لم يُصب الفأس رأس الديك مايك بشكل صحيح، فبقيَت أذن واحدة وأكثر من جزء من الدماغ سليم.
مع أن أولسن لم يصب رأس الديك بشكل صحيح، إلا أنَّ مايك كان يستطيع التحرك والمشي بشكل طبيعي، وحاول الديك أيضاً أن يقوم بتنظيف ريشه على الرغم من أنه لا يستطيع أن يفعلها، وبما أن الطير لم يمت قرر أولسن العناية والاهتمام به، حيثُ يقوم يومياً بإطعامه خليط من الحليب والماء عن طريق الشفاط، وكان يطعمه أيضاً حبوب صغيرة من الذرة.

## الشهرة
بمجرد أن بدأت شهرة مايك بدأت عروض التصوير تتقدم له من الشركات، وأيضاً تم تصويره من قبل العشرات من الصحف والمجلات. تم عرض مايك على الجمهور مقابل رسم قدره 25 سنتاً، وذلك في ذروة شعبيته.

## الوفاة
في مارس 1947 في فندق في فينيكس وبعد توقف الديك للاستراحة أثناء عودته للوطن من جولة سياحية، أختنق في منتصف الليل، وكان أولسن قد غادر بالصدفة لتنظيف الحُقن بعد عرض ذلك اليوم، وعندما عاد وجد أولسن مايك يختنق فحاول إنقاذه بشتى الطرق لكنه لم يستطع، وهناك قصص تذكر أن أولسن باع مايك ولا زال مايك يقوم بجولة في البلاد حتى وقت متأخر من عام 1949، ومصادر أخرى تقول أن سبب وفاة الديك مايك هو انقطاع الهواء عنه وبالتالي لم يعد قادراً على التنفس وبالتالي اختنق حتى الموت في الفندق.